# ペゴマ
ペゴマ （Pégomas）は、フランス、プロヴァンス＝アルプ＝コート・ダジュール地域圏、アルプ＝マリティーム県のコミューン。

## 地理
ペゴマはカンヌとグラースの間、シアーニュ川谷に位置する。マンドリュー＝ラ＝ナプールの北、オリボー＝シュル＝シアーニュの南東にある。

## 経済
ペゴマの特産品はミモザと、グラースの香水原料に使用される花の栽培である。

## 歴史
ペゴマの名は、トゥールーズ伯がレラン修道院にこれらの土地を譲渡したという12世紀に初めて登場する。
シアージュ川が農業に適した沖積平野を形成し、このために人口が徐々に増えていった。

## 人口統計
| 1962年 | 1968年 | 1975年 | 1982年 | 1990年 | 1999年 | 2006年 |
| ------ | ------ | ------ | ------ | ------ | ------ | ------ |
| 1332   | 1717   | 2149   | 3452   | 4618   | 5768   | 6235   |

参照元:1962年まではCassini de l'EHESS、1968年以降INSEE · 

## 姉妹都市
- カステル・サン・ニッコロ、イタリア